# Eretmapodites wansoni
Eretmapodites wansoni är en tvåvingeart som beskrevs av Edwards 1941. Eretmapodites wansoni ingår i släktet Eretmapodites och familjen stickmyggor. Inga underarter finns listade i Catalogue of Life.